# Spejdercenter
Et spejdercenter er en lejrplads til spejdernes lejre og arrangementer. 
Et spejdercenter har (i modsætning til de almindelige lejrpladser) en fast stab af centermedarbejdere, der ulønnet planlægger og afvikler lejre (centersommerlejre og weekendarrangementer) og spejderløb (konkurrencer). 
Et spejdercenter har oftest hyttefaciliteter i forbindelse med lejrpladsen, og er tillige defineret ud fra aktivitetstilbud (instruerede 'lektioner' af spejderfaglig, miljømæssig, personlighedsudviklende eller oplevelsemæssig karakter) og et tilhørsforhold under FKCU (Fælleskorpsligt centerudvalg, koordineret af de forskellige spejderkorps).
Enkelte spejdercentre er 'søcentre', dvs. deres aktiviteter koncentreres omkring sejlads i mindre sejlskibe/sejljoller, og deres aktiviteter i land er mindre i fokus.
Terminologien 'spejdercenter' ses ofte brugt helt uden raison i forbindelse med kursuscentre eller blot hvor mere end een spejderhytte ligger samlet i en by.